# 448 Natalie
448 Natalie (mednarodno ime je tudi 448 Natalie) je asteroid tipa C (po Tholenu) v glavnem asteroidnem pasu.

## Odkritje
Asteroid sta odkrila nemška astronoma Max Wolf (1836–1932) in Arnold Schwassmann (1870–1964) 27. oktobra 1899 v Heidelbergu. Izvor imena ni znan.

## Značilnosti
Asteroid Natalie obkroži Sonce v 5,56 letih. Njegov tir ima izsrednost 0,186, nagnjen pa je za 12,719 ° proti ekliptiki. Njegov premer je 47,76 km.